# I'm Like a Lawyer with the Way I'm Always Trying to Get You Off (Me & You)
I'm Like a Lawyer With the Way I'm Always Trying to Get you off (Me & You) (spesso abbreviato come I'm Like a Lawyer... (Me And You)) è un singolo dei Fall Out Boy, pubblicato l'11 settembre 2007.
È il quinto ed ultimo singolo estratto dal terzo album della band Infinity on High.